# Kuroda Seiki
Det här är en artikel om en person med japanskt personnamn; Kuroda är familjenamnet.
Kuroda Seiki (japanska: 黒田 清輝), född som Kuroda Shintaro den 9 augusti 1866 i Kagoshima, död 15 juli 1924, var en japansk konstnär, akademiker och adelsman. Han anses ha introducerat västerländskt oljemåleri till Japan.
Kuroda Shintaro föddes i staden Kagoshima och var äldste son till samurajen Kuroda Kiyokane av Shimazu-klanen och en kvinna vid namn Yaeko. Han adopterades tidigt av sin farbror Kuroda Kiyotsuna, och reste till Tokyo som spädbarn med sin mor och sin nya adoptivmor Sadako. Kiyotsuna var också vasall till Shimazu men hade blivit känd för sin tapperhet i slaget vid Toba-Fushimi i Boshinkriget, och blev senare adlad till vikomt. Kuroda Seiki kunde därför få en god utbildning och lärde sig engelska och franska. När hans svåger fick anställning på franska legationen följde Seiki med, och anlände till Paris den 18 mars 1884. Han hade ursprungligen tänkt studera juridik men blev övertygad av andra Parisboende japaner att bli målare istället.
Trots att hans adoptivfar från början var emot det studerade han under konstnären Raphaël Collin. Hos Collin studerade även den japanska utbytesstudenten Fuji Masazo som översatte åt honom, och senare den jämnårige Kume Keiichiro, som blev hans nära vän. Kuroda och Kume gick även på Collins föreläsningar på L'Academie Colarossi. År 1890 upptäckte han byn Grez-sur-Loing, där han målade landskap, och även målningar av bybon Maria Billault, på vars familjs mark han hyrde en stuga som han använde som ateljé.
Juli 1893 återvände han till Japan efter tio år i Frankrike, och hösten samma år reste han till Kyoto för att åter vänja sig vid traditionell japansk kultur.
Efter att han återvänt till Japan, år 1896, grundade han Hakubakai (Vita häst-sällskapet). Hans ljusa målningar i utomhusmiljö blev stilbildande för japansk målning. Två år senare blev Kuroda professor vid en konstskola i Tokyo och 1910 blev han hovkonstnär, den förste bland målare i västerländsk stil. Han blev även medlem och senare ordförande i Teikoku Bijutsu-in, kejserliga konstakademin. År 1920 valdes han som ledamot i pärskammaren, japanska parlamentets överhus.

## Galleri

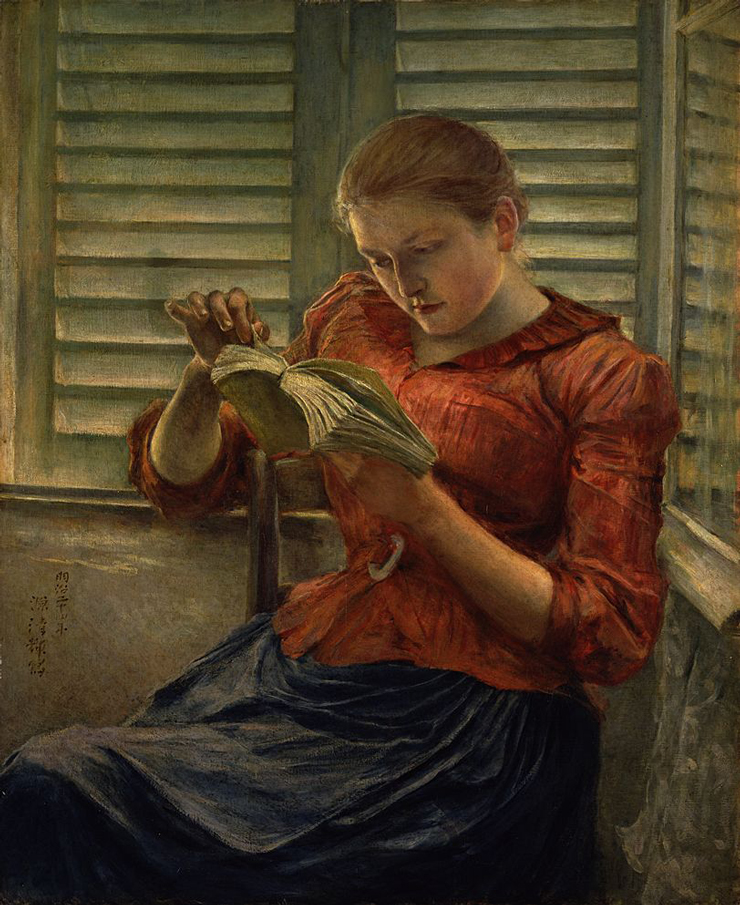
Läsande kvinna, ca 1890
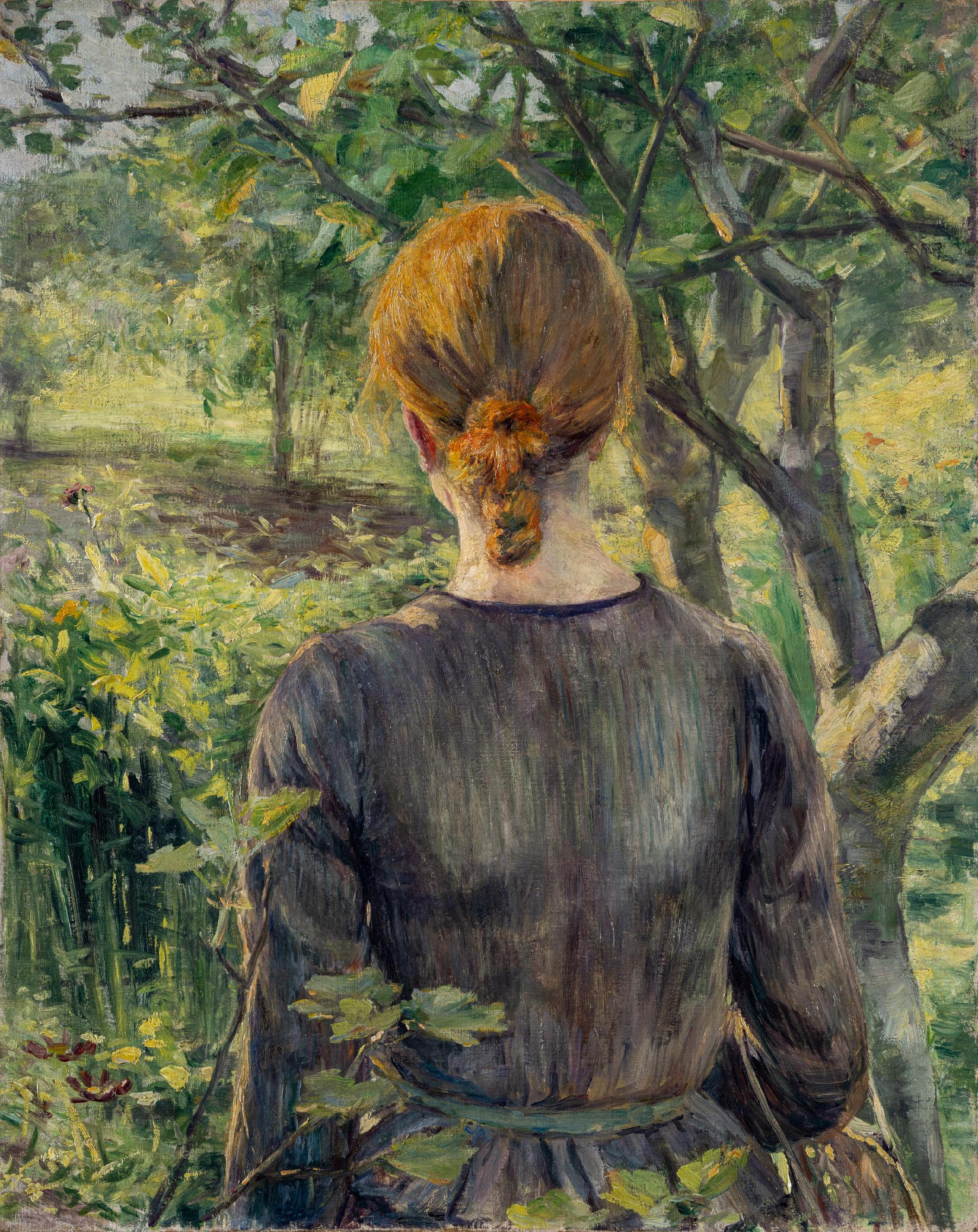
En flicka med rött hår, 1892
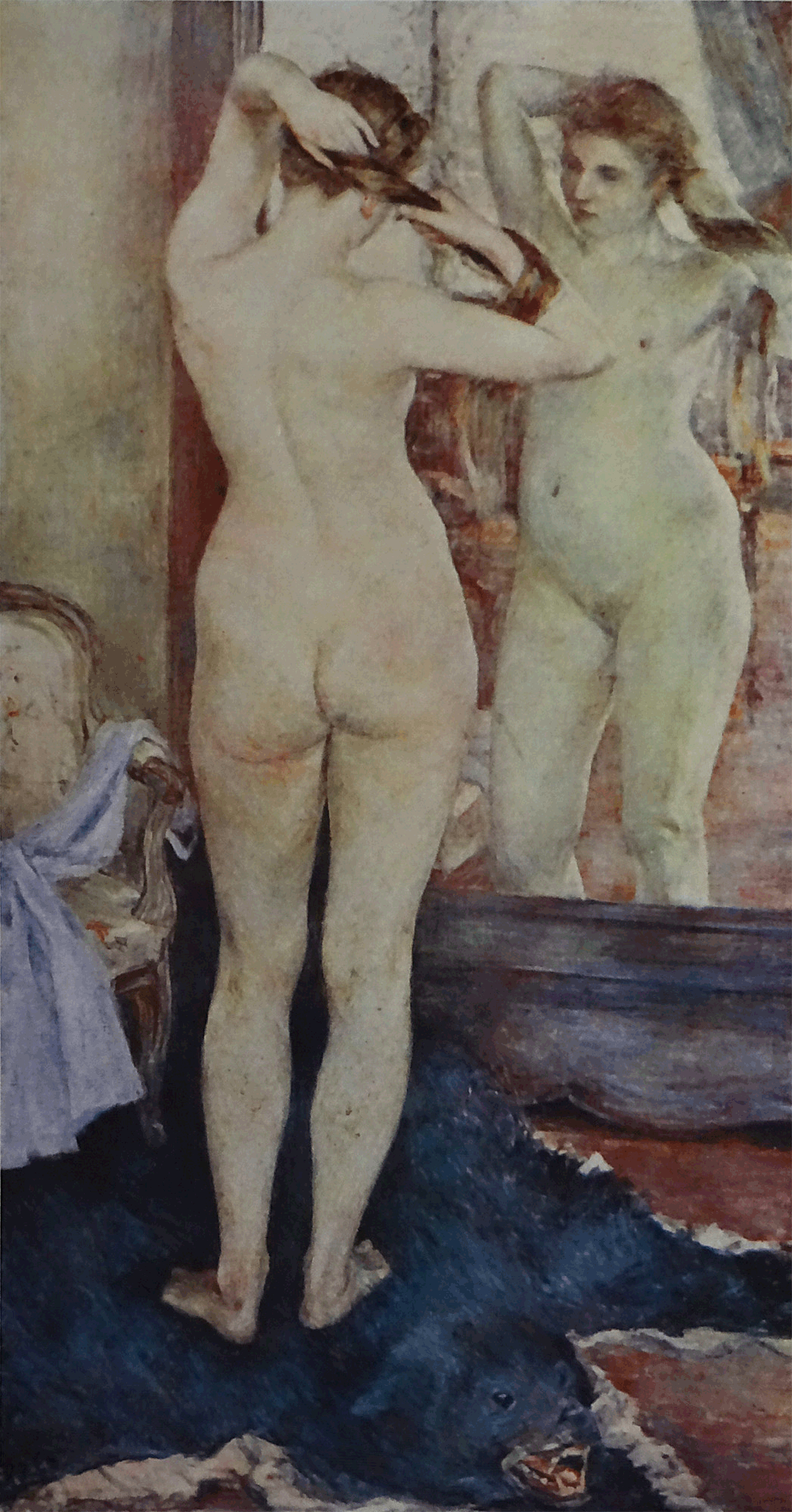
Morgontoalett, 1893
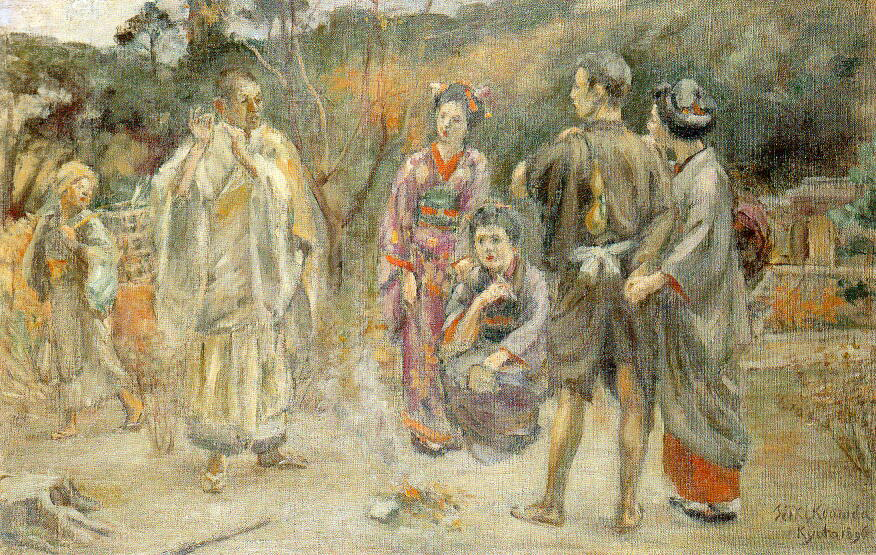
Tal om forntida romans, 1896
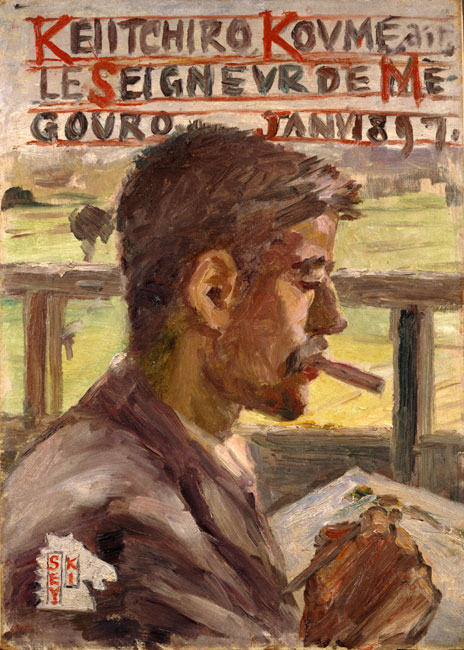
Porträtt av Kume Keiichiro, 1897